# Intercontinental Rally Challenge
L'Intercontinental Rally Challenge, abreujat IRC, fou un campionat internacional de ral·lis que organitzà entre el 2006 i el 2012 la Federació Internacional de l'Automòbil, promogut pel canal de televisió Eurosport. Malgrat no tenir estatus oficial de torneig "internacional", la competició es disputava per diferents continents, en especial Europa i Àsia. El campionat es creà amb dos objectius: formar pilots joves i permetre als amateurs córrer al llarg de tot el planeta.
A l'IRC hi podien participar automòbils amb homologació Super 2000, Grupo R i Grupo N. En el campionat 2008 hi participaren les marques Fiat, Honda, Mitsubishi, Peugeot, Proton i Volkswagen. El 2007 també hi participà Citroën i el 2009 s'hi havien d'incorporar Opel i Škoda.
L'any 2012 es va celebrar aquest campionat per darrera vegada, quedant integrat a partir del 2013 amb el coexistent Campionat d'Europa de Ral·lis.
El pilot amb major nombre de títols és Andreas Mikkelsen amb dos títols, mentre que el pilot amb major nombre de ral·lis guanyats és Juho Hänninen, el qual va imposar-se en 11 proves, seguit de Jan Kopecky i Freddy Loix amb 7 victòries cadascú.
Entre les proves més habituals i destacades del calendari al llarg de les diverses edicions del IRC podem destacar:
- Ral·li de Sanremo
- Ral·li d'Ypres
- Ral·li de Rússia
- Ral·li de les Açores
- Ral·li de Madeira
- Ral·li Príncep d'Astúries
- Ral·li de les Illes Canàries
- Ral·li de Curitiba
- Tour de Còrsega
- Ral·li de Monte-Carlo
- Ral·li Safari

## Campions
| Any  | Pilot                | Copilot         | Cotxe                   | Campió constructors | IRC 2WD Cup       | Campió constructors |
| ---- | -------------------- | --------------- | ----------------------- | ------------------- | ----------------- | ------------------- |
| 2006 | Giandomenico Basso   | Mitia Dotta     | Fiat Punto Abarth S2000 | Abarth              | −                 | −                   |
| 2007 | Enrique García-Ojeda | Jordi Barrabés  | Peugeot 207 S2000       | Peugeot             | −                 | −                   |
| 2008 | Nicolas Vouilloz     | Nicolas Klinger | Peugeot 207 S2000       | Peugeot             | Marco Cavigioli   | Peugeot             |
| 2009 | Kris Meeke           | Paul Nagle      | Peugeot 207 S2000       | Peugeot             | Denis Millet      | Peugeot             |
| 2010 | Juho Hänninen        | Mikko Markkula  | Škoda Fabia S2000       | Škoda               | Harry Hunt        | Peugeot             |
| 2011 | Andreas Mikkelsen    | Ola Fløene      | Škoda Fabia S2000       | Škoda               | Jean-Michel Raoux | Honda               |
| 2012 | Andreas Mikkelsen    | Ola Fløene      | Škoda Fabia S2000       | Škoda               | Harry Hunt        | Renault             |